# Janusz Olszamowski

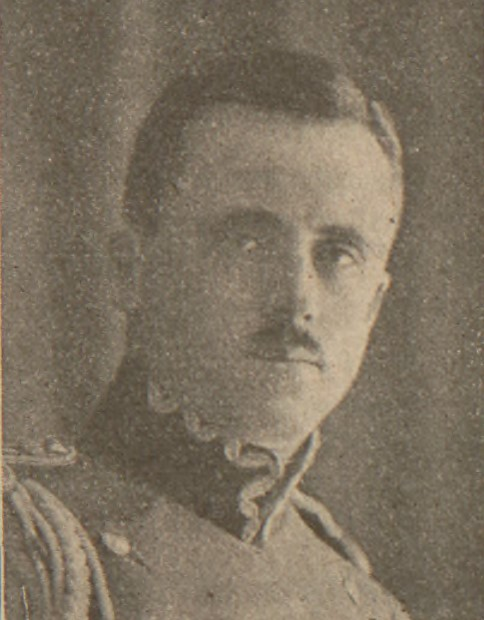
Janusz Olszamowski

Janusz Olszamowski ps. „Łaszczyc” (ur. 13 września 1887 w Petersburgu, zm. 23 maja 1920 w Żytomierzu) – polski działacz niepodległościowy i oficer, porucznik kawalerii Wojska Polskiego, kawaler Orderu Virtuti Militari, adiutant przyboczny marszałka Polski Józefa Piłsudskiego.

## Życiorys
Urodził się 13 września 1887 w Petersburgu, w rodzinie Bolesława (1849–1920), adwokata przysięgłego, i Janiny z Radłowskich (1868–1938) . Był bratem Ludomira ps. „Hołobek” (1886–1945), porucznika piechoty, 28 grudnia 1933 odznaczonego Krzyżem Niepodległości i Odznaką Pamiątkową Więźniów Ideowych, Zofii (1892–1983), doktor, archiwistki, 19 grudnia 1933 odznaczonej Krzyżem Niepodległości i Haliny (1889–1976), prawniczki, żony Władysława Rawicz-Szczerbo oraz przyrodnim bratem Mieczysława (1875–1932), inżyniera cukrownika, porucznika artylerii i Alfreda (1876–1925), inżyniera leśnika .
Janusz ukończył Szkołę Realną Gurewicza i (lub?) z odznaczeniem renomowaną niemiecką Szkołę Świętej Anny w Petersburgu . Należał do polskiego kółka samokształcenia. Następnie jako student Wydziału Prawnego Uniwersytetu Petersburskiego uczył w dzielnicy robotniczej za rogatką Narwską polskie dzieci języka i historii . W listopadzie 1905, gdy po rozruchach studenckich zamknięto uczelnię wyjechał do Krakowa . W latach 1908–1912 był studentem nadzwyczajnym Studium Rolniczego Uniwersytetu Jagiellońskiego. W Krakowie został członkiem Związku Walki Czynnej . Posądzony o udział w zakopiańskim zjeździe organizatorów strajku szkolnego w zaborze rosyjskim, osadzony został latem 1910 w petersburskim więzieniu Kriesty . Wydalony z Uniwersytetu Petersburskiego ukończył prawo na Uniwersytecie Kazańskim  (zezwolenie na dokończenie studiów i zdawanie egzaminów otrzymał „w drodze łaski”). Po powrocie do Petersburga kontynuował działalność w Związku Walki Czynnej oraz w Zjednoczeniu Narodowym . Następnie wyjechał do Heidelbergu, a później paryskiej Sorbony, gdzie studiował prawo międzynarodowe . Zaprzyjaźniona z Januszem, jego koleżanka uniwersytecka Cezaria Baudouin de Courtenay Ehrenkreutz Jędrzejewiczowa wspominała, że „wychowywał się w Petersburgu, ale nie miał w sobie ani śladu piętna rosyjskiego. Nie brał udziału w ich życiu studenckim. Nie czytał, nie znosił podobnie jak ja – Dostojewskiego”. Wybuch I wojny światowej zastał go w Anglii skąd wyruszył do Krakowa.
13 września 1914 wstąpił do Legionów Polskich. 14 maja 1915, po ukończeniu Szkoły Podchorążych Legionów Polskich „ze stopniem dostatecznym”, został mianowany aspirantem oficerskim w randze tytularnego sierżanta z poborami plutonowego. 12 maja 1915 został przydzielony do 5. szwadronu 1 pułku ułanów. Od 21 lipca tego roku, na własną prośbę, pełnił służbę jako „zwykły ułan”. 23 listopada 1915 został awansowany na kaprala, a 2 października 1916 na wachmistrza. Później długo i ciężko chorował na zapalenie opłucnej. Leczył się w szpitalu w Lublinie. Od 5 lutego do 31 marca 1917 był słuchaczem kawaleryjskiego kursu oficerskiego w Ostrołęce. Kurs ukończył z wynikiem dobrym. Po kryzysie przysięgowym (lipiec 1917) został internowany w Szczypiornie, gdzie był komendantem bloku, a po aresztowaniu Stanisława Tessaro ps. „Zosik” został komendantem obozu. W pamięci Stanisława Pewnickiego zapisał się jako: „jeden ze zdolniejszych legionistów w naszym obozie, inteligentny, obrotny, ujmujący w obejściu z internowanymi, władający kilkoma językami, sprostał w zupełności swojemu zadaniu. Swoim taktem nie tylko zaskarbił sobie sympatię wśród internowanych, lecz i u władz niemieckich”.
22 października 1917 został aresztowany i po dwóch dniach przewieziony do „obozu jeńców cywilnych” w Rastatt. Aresztowanie nastąpiło w następstwie odmowy naszycia na rękawy mundurów internowanych legionistów numerów jenieckich, czego domagały się niemieckie władze wojskowe. Później został przeniesiony do Oficerskiego Obozu Jeńców w Werl, w którym pełnił funkcję adiutanta polskiego komendanta obozu, majora Mieczysława Ryś-Trojanowskiego. Mieczysław Naramowski wspominał o nim: „inteligentny, świetnie wychowany, subtelny bardzo zacny i mądry, a przy tym wykwintny. Nikt bardziej od Olszamowskiego nie nadaje się do porozumiewania się z Niemcami. Jaka to jednak strata dla Szczypiorny, której był komendantem, to jego wywiezienie”. Natomiast Janusz Głuchowski we wniosku na odznaczenie Orderem Virtuti Militari napisał między innymi: „zarówno podczas służby w pułku, jak i później na stanowisku d-cy obozu jeńców w Szczypiornej, wreszcie jako jeniec w Werl w Niemczech, dokąd go za polityczną działalność zabrano wykazywał ówczesny wachmistrz Olszamowski wysoki poziom uświadomienia ideowego, nieprzeciętną inteligencję, moc charakteru i dużą zdolność wpływania moralnego na otoczenie”.
2 kwietnia 1918 podpisał deklarację o wstąpieniu do Wojska Polskiego, która została wysłana do Rady Regencyjnej w Warszawie za pośrednictwem niemieckiej komendy obozu w Werl.
10 listopada 1918 Edward Śmigły-Rydz mianował go podporucznikiem i przydzielił do Sztabu Generalnego Dowództwa WP w Lublinie. 27 listopada 1918 został zatwierdzony na stanowisku adiutanta służbowego Sztabu Generalnego Okręgu Lubelskiego. 18 grudnia 1918 został przyjęty do Wojska Polskiego z zatwierdzeniem stopnia podporucznika, a 15 stycznia 1919 przeniesiony do Adiutantury Generalnej Naczelnego Wodza na stanowisko adiutanta przybocznego. W ramach swoich obowiązków był oficerem łącznikowym między Ministerstwem Spraw Zagranicznych, a Belwederem, gdzie swoją siedzibę miał Naczelnik Państwa i Naczelny Wódz. 1 grudnia 1919 został mianowany porucznikiem. Zmarł na dur plamisty 23 maja 1920 w Żytomierzu. Trzy dni później został pochowany w grobie rodzinnym na cmentarzu Parafii Narodzenia Najświętszej Maryi Panny w Mińsku Mazowieckim (sektor II, rząd H, grób 1). 27 maja 1920 Andrzej Strug w liście do Nelly Grzędzińskiej napisał o śmierci porucznika Olszamowskiego: „Komendant bardzo odczuł to. W ciągu dwóch tygodni utracił dwóch przybocznych adiutantów. Ale Janusza nikt nie zastąpi, był do niego bardzo przywiązany osobiście, o co rzadko u naszego Komendanta. Jest on teraz strasznie zapracowany (i zły!) nie rozmawiałem z nim już ze sześć tygodni i wytęskniłem bardzo”.
27 sierpnia 1920 został pośmiertnie zatwierdzony z dniem 1 kwietnia 1920 w stopniu rotmistrza, w kawalerii, w grupie oficerów byłych Legionów Polskich, a później awansowany na majora.

## Ordery i odznaczenia
- Krzyż Srebrny Orderu Wojskowego Virtuti Militari nr 5402 – pośmiertnie 17 maja 1922[49][50][51]
- Krzyż Niepodległości – pośmiertnie 19 grudnia 1930 „za pracę w dziele odzyskania niepodległości”[47][48][52]
- Odznaka Pamiątkowa Więźniów Ideowych[53]